# Sam Azoulay
Sam Azoulay (ar. سام أزولاي ;ur. w 1936 w Casablance) – marokański zapaśnik walczący w stylu klasycznym. Olimpijczyk z Rzymu 1960, gdzie zajął piętnaste miejsce w wadze półśredniej.

## Letnie Igrzyska Olimpijskie 1960
| Konkurencja          | Rundy eliminacyjne                 | Rundy eliminacyjne      | Rundy eliminacyjne       | Klas. końcowa |
| Konkurencja          | Przeciwnik I                       | Przeciwnik II           | Przeciwnik III           | Miejsce       |
| -------------------- | ---------------------------------- | ----------------------- | ------------------------ | ------------- |
| 73 kg styl klasyczny | As-Sajjid Hasan Ali Rifa’i (ZRA) P | Edward Żuławnik (POL) Z | René Schiermeyer (FRA) P | 15.           |